# April Kepner
 (novembre 2020).
Si vous disposez d'ouvrages ou d'articles de référence ou si vous connaissez des sites web de qualité traitant du thème abordé ici, merci de compléter l'article en donnant les références utiles à sa vérifiabilité et en les liant à la section « Notes et références ».
Le Dr April Kepner est un personnage de fiction apparaissant dans la série télévisée américaine Grey's Anatomy, de la saison 6 à la saison 14. Elle est interprétée par l'actrice Sarah Drew. Le personnage d'April apparaît en tant que résident en chirurgie puis devient chirurgienne titulaire dans la saison 9. Elle se spécialise dans la Chirurgie traumatique. 
Le Dr. Kepner est mariée au Dr. Jackson Avery pendant plusieurs saisons, avec qui elle a deux enfants : Samuel, mort-né et Harriet, une petite fille qu’ils élèvent en tant que co-parents (divorcés). Ce personnage permet de traiter du deuil péri-natal et de ses conséquences pour le couple.

## Histoire du personnage
Le personnage d'April Kepner apparaît dans 194 épisodes de l'univers de Grey's Anatomy, chacune de ses apparitions se faisant dans la série mère.
April Kepner est née le 23 avril 1982 à Columbus dans l'Ohio. Sa mère Karen est professeur et son père Joe est cultivateur de maïs. Elle est la deuxième fille d'une fratrie de quatre filles (Kimmie, Libby et Alice). Elle a grandi dans une ferme de maïs et est issue d'une famille chrétienne évangélique très pratiquante. Le Dr Kepner suit également cette voie bien qu'elle s'en éloigne parfois.

### Saison 6
À l'origine résidente à Mercy West, elle arrive au Seattle Grace Hospital après la fusion entre ces deux hôpitaux, lors de l'épisode 5 de la saison 6 de la série, Invasion. À ce moment, Reed Adamson est sa meilleure amie. Lors de son arrivée, elle entre en conflit avec Lexie Grey, qui lui vole son carnet intime pour la toucher moralement. Une patiente meurt par sa faute et Reed la dénonce à contrecœur ce qui lui vaut de perdre son poste puis de le récupérer grâce à Derek qui la ré-embauche une fois devenu chef. Elle s'éprend de lui mais cela n’est pas réciproque, elle est malgré tout à son service.
Dans le final de la saison 6, c'est elle qui trouve son amie Reed morte après avoir été abattue par le tireur. Ainsi, en état de choc, elle prévient Derek. Elle se retrouve face au tireur et parvient à le persuader de ne pas la tuer en donnant des détails sur sa vie. Elle est témoin de la fausse couche de Meredith.

### Saison 8
April est nommée chef des résidents par le Dr Owen Hunt, elle prend son rôle très au sérieux mais n'arrive pas à imposer son autorité face à ses collègues. Au fil des mois, April apprend de plus en plus à se faire respecter en tant que chef des résidents.
Dans l'épisode 21, elle part pour San Francisco où elle passe des examens oraux pour valider sa 7e année de résidence avec les autres résidents.
Durant son séjour, elle se rapproche de son meilleur ami, Jackson Avery et finit par perdre sa virginité la veille des examens avec lui. À la suite de cela, elle pense avoir laissé tomber Dieu et panique. Elle rate son examen et tous les hôpitaux des États-Unis rejettent ses candidatures.

### Saison 9
Dans le premier épisode, April a quitté Seattle pour retourner travailler dans la ferme de ses parents. Owen part à Columbus pour aller à sa rencontre et il lui proposer de revenir travailler au Seattle Grace car il est nostalgique de l'avant crash de l'avion, ce qu'elle accepte. Elle fait son retour dans l'épisode 2. Elle continue à coucher avec Jackson mais après avoir cru être enceinte, April et lui se séparent.
Elle rencontre un ambulancier, Matthew Taylor, qui, comme elle, a décidé de se réserver pour le mariage. Il la demande finalement en mariage à la fin de la saison. Mais après un accident de bus, April est chamboulée car elle a cru Jackson mort. Cela lui fait comprendre qu'elle l'aime encore. Elle l'avoue à Jackson à la fin, ce qui fait planer le doute sur l'avenir du couple.

### Saison 10
Lors de la saison 10, April et Jackson redeviennent amis jusqu'au mariage de celle-ci avec l'ambulancier Matthew . Pendant la cérémonie, il se lève et dit à April qu'il a envie d'être avec elle, qu'il l'aime et qu'il pense qu'elle aussi, laissant Stéphanie seule. À la fin de l'épisode suivant (qui se déroule 3 semaines après le mariage), on découvre qu'ils se sont mariés et qu'ils le cachent à tout l'hôpital. À la suite des plaintes anonymes de personnes de l'hôpital (notamment Leah Murphy et non Stéphanie comme on aurait pu le croire), ils se retrouvent dans l'obligation de dévoiler leur relation.
Plus tard dans la saison, April et Jackson se disputent violemment et se séparent à la suite de différends par rapport à leurs futurs enfants, April voulant éduquer ses enfants de manière catholique. Lorsqu'elle revient à l'appartement récupérer ses affaires, elle tombe sur Jackson qui lui dit que ça ne sert à rien de se disputer sur des enfants qui n'existent pas encore. April lui rétorque que c'est le cas et qu'elle est enceinte. Ils se remettent ensemble et tout va pour le mieux en cette fin de saison.

### Saison 11
April et Jackson sont heureux dans leur couple. Lors de l'épisode 6, la mère d'April leur rend visite, comme April travaille, c'est Jackson qui s'occupe de sa mère (ils vont faire la chambre du bébé). April s'énerve contre sa mère car elle dit ne pas avoir besoin de son aide. Jackson dit à April que sa mère n'y est pour rien, April s'excuse auprès d'elle. 
Dans l'épisode suivant, lors d'une opération Derek lui demande s'ils attendent une fille ou un garçon. Jackson lui explique qu'ils ne veulent pas savoir même si c'est plus une idée d'April et qu'il est très stressé. Derek lui dit que l'inattendu a du bon. Par la suite, dans l'épisode 8, Stéphanie révèle que le bébé est un garçon en réalisant un examen de routine sur April, comparant le bébé à un petit Bouddha. Quand Jackson entre dans la pièce, April ne lui dit rien de l'erreur de Stéphanie. Cependant, pendant que Jackson et April parlent, Stéphanie voit quelque chose d'inquiétant sur l'écran. Lors d'une échographie de contrôle, elle demande un avis à Arizona et au Dr. Hermann, qui détectent une anomalie sur le bébé sous la forme d'une ostéogenèse imparfaite. Le type 2 ne survit pas longtemps après la naissance (parfois en termes de minutes, parfois en termes de semaines), alors que le type 3 va accumuler les fractures et les opérations de reconstruction osseuse. 
April va s'excuser auprès de Stéphanie, pour avoir été un peu dure avec elle lors de l'erreur concernant le sexe du bébé. Mais Stéphanie la prendra dans ses bras. sans qu'April ne comprenne. Stéphanie discute ensuite avec le Dr. Hermann, au moment où Jackson sort de l'ascenseur. Il peut juste entendre la dernière phrase du Dr. Hermann, disant à Stéphanie "C'est dommage, il est si mignon, positionné comme un petit Bouddha". Le Dr Hermann s'éloigne et Jackson confronte Stéphanie.
Dans l'épisode 9, Jackson apprend à April qu'il y a un problème avec le bébé. April est bouleversée. Pour pouvoir se changer les idées, elle veut travailler. Mais sur les conseils de Jackson, Hunt la sort d'un bloc où elle opère. Elle confronte Jackson lui reprochant de trop la couver. Jackson se sent impuissant face à sa souffrance. Il s'isole dans une pièce où il s'effondre en pleurs. April est sur les nerfs toute la journée. Finalement Jackson la tient à l'œil de loin. À la fin de la journée, ils parlent. April qui a refusé toute la journée d'être prise dans ses bras, explique à son mari qu'elle a peur que s'il l'enlace, elle s'effondre. Jackson comprend et lui répète que tout ce qu'il veut c'est être là pour elle si elle en a besoin. À ce moment, April annonce à Jackson qu'elle attend un garçon et éclate en sanglots. 
Dans l'épisode 10, Jackson et April attendent de savoir de quel type ostéogenèse souffre leur bébé. En fonction du type, le prognostique vital sera modifié. Jackson et April ne sont pas d'accord sur l'issue à donner à la grossesse : pour lui, si le bébé est de type 2, il faut l'interrompre ce qu'April ne veut pas. La maman d'April s'en mêle et s'ensuit une dispute entre la mère d'April qui pense qu'il ne faut pas savoir et laisser les choses se faire en faisant confiance à Dieu et Jackson qui veut enlever toutes spiritualités de cette affaire. April s'emporte et leur dit qu'ils ne l'aident pas et que dans cette situation elle se sent seule. Finalement la veille des résultats du test, on voit April allongée dans son lit et Jackson qui la rejoint, se colle a elle en la prenant dans ses bras, entrelace leur doigts et caresse son ventre.
L'épisode 11 est raconté par la voix off d'April et se centrent sur les résultats et le deuil. Voyant qu'Arizona attend le Dr. Hermann pour leur annoncer le résultat, Jackson comprend que c'est mauvais. Jackson et April pleurent dans une pièce chacun dans les bras de l'autre. Catherine Avery est arrivée de Boston pour les aider. Elle vient parler à April et la console, en parlant de sa foi. Elle lui conseille de prendre le temps de trouver un jour pour provoquer l'accouchement, puis de pouvoir passer un peu de temps avec son bébé, lui donner un nom, chanter et prier pour lui, et le faire baptiser. Et laisser Dieu le reprendre. April semble être touchée même si elle n'exclut pas le fait qu'un miracle est possible. Durant tout l'épisode, les autres personnages vont allumer une bougie chacun à leur tour, dans la chapelle de l'hôpital sous le conseil d'Amélia Sheperd. On revoit des flash back's d'April et Jackson. Le moment où ils s'enfuient du mariage, le moment où Jackson a construit la chaise pour la chambre de bébé, leur première fois à San Francisco, le moment où ils cachaient être mariés, etc. 
Le docteur Hermann fait signer des documents à Jackson et April concernant le bébé, notamment le certificat de décès qu'elle veut leur faire signer à l'avance. Jackson trouve cela inapproprié et April se braque et refuse de signer. Plus tard, April accepte de stopper la grossesse. Ils ont pris une chambre, et se demande quel prénom lui donner. April ne veut pas d'un nom de famille qui soit pris pour un prénom. Jackson fait semblant de s'offusquer étant donné que lui-même porte un nom de famille comme prénom. Jackson commence une phrase et April sait déjà ce qu'il va dire. Ils sourient car Jackson et elle en ont surement déjà parlé, elle ne veut pas donner le prénom "Norbert" un oncle que Jackson affectionne. April prétextant que c'est le genre de prénom des enfants à qui on vole le déjeuner à l'école. Ils se regardent complice et sourient. Puis se souviennent de la situation dans laquelle ils sont. Le Dr. Hermann entre et comprend qu'elle dérange. Quand elle sort, April se rend compte de ce qu'ils vont faire. Elle panique et ne peut pas le faire car ils n'ont pas encore de prénom et surtout ils le voient tous les jours en médecine, les miracles arrivent. Elle part. Jackson la rattrape à l'entrée des urgences. Elle est frustrée, triste, désespérée. Elle se rend compte de son parcours en tant que chrétienne et sent que Dieu l'a abandonné. Jackson est tellement blessé de la voir si triste. Elle rentre aux urgences car elle dit avoir besoin de travailler. Jackson se rend à la chapelle. Il prie de façon maladroite car n'étant pas croyant, il ne sait pas comment faire. Puis il craque et demande à Dieu de se montrer pour April. Il reste là en pleure. April trouve une patiente qui a perdu son mari la veille et qui est déboussolée. En la consolant elle est apaisée et sent une force en elle revenir. Elle y voit un signe de Dieu. Jackson la voit et elle lui sourit. Elle s'avance vers lui et lui dit « Samuel Norbert Avery ». Ce qui sera le prénom de leur fils. On les voit retourner dans la chambre, où elle accouche, avec Jackson à ses côtés la soutenant. Ils prennent le bébé dans leur bras. On voit le bébé être baptisé. Puis on les voit seuls avec le bébé. April dit qu'il vient de serrer son doigt puis qu'il l'a lâché. On les voit partir à deux de l'hôpital. Amélia se rend à la chapelle et voit que toutes les bougies sont allumées. Elle s'assied et Hunt la rejoint. Elle lui explique que son bébé à elle, a vécu 43 minutes. Cet épisode a été salué par la critique, ainsi que la grande performance de Sarah Drew et Jesse Williams.
April réapparait dans l'épisode 14 pour reprendre le travail. Dans l’épisode 16, la série se penche sur leur couple car April veut faire l'amour avec Jackson tout le long de l'épisode mais ce dernier ne veut pas aller trop vite et surprotège ses sentiments. Il ne sait pas si April a besoin de parler ou de plus d'espace. Mais elle lui fera comprendre qu'elle ne veut pas être traitée comme une chose fragile mais comme une femme. Elle veut se sentir comme par le passé. Jackson comprend enfin son désir et lui fait l'amour sur le parking de l'hôpital en atteignant finalement sa voiture.

### Saison 12
Au début de la saison 12, April revient de Jordanie. On comprend qu'elle est retournée sur le front en tant que médecin militaire (sans Hunt cette fois). Jackson n'est pas ravi de son retour et reste distant. On comprend qu'il a vécu le deuil de leur bébé tout seul, ainsi que l'absence de sa femme ; et que les dommages dans leur couple sont irréparables.
Une éruption cutanée oblige April à rester en chambre stérile, isolée, le temps que des tests soient réalisés (elle revient du Moyen-Orient). Jackson reste très distant et factuel avec elle à chacune de ses visites. Les autres médecins du Grey-Sloan Hospital rendent visite à April et lui parlent de leur problèmes.
Jackson demande à April de quitter leur appartement, mais celle-ci refuse et essaie de le convaincre que leur mariage doit tenir et qu'ils sont en train de vivre "le pire" de "pour le meilleur et pour le pire". Elle perd pied et n'écoute plus du tout les demandes de son mari ; à chacune de leurs interactions elle crie sans le laisser parler ni exprimer ces besoins. Il lui fera remarquer à plusieurs reprises, en vain. On comprend que leur mariage s'effondre avec le manque de communication.
Quelque temps plus tard, un ami d'April, médecin militaire avec elle au Moyen-Orient, Nathan Riggs, amène un enfant jordanien au Grey Sloan Hospital afin que Jackson puisse réaliser une opération chirurgicale sur ses mains. Selon les scanners du jeune patient, la "Plastique Team" est en mesure de donner des mains à l'enfant. Cependant, lors de l'examen, les mains de l'enfant sont beaucoup plus abimées et on comprend qu'April n'a pas révélé à Jackson les scanners les plus récents de l'enfant, afin de s'assurer qu'il ne refuse pas le cas. Pour April, ce cas médical est la métaphore de la foi dans leur couple et bien que Jackson accepte de réaliser l'opération et soigner l’enfant, il demande le divorce car il ne supporte plus April.
Jackson et April se donnent rendez-vous dans un restaurant pour parler de la séparation, mais ce dîner ne donne rien et à la fin de cet épisode (12x07), ils couchent ensemble. Dans l'épisode suivant, April ne veut plus parler à Jackson, à la suite de la nuit qu'ils ont passé ensemble.
L'épisode 11 intitulé "Japril the movie" est consacré au couple. On les revoit de leur rencontre à leur divorce à travers des flashbacks, alors qu'ils sont en train de signer les papiers du divorce. À la fin de l’épisode, on apprend qu'April est enceinte.
April ne veut pas dire à Jackson qu'elle est enceinte et ne veut pas faire d'examen. Arizona et Alex essayent de l'en dissuader. À la fin de l'épisode, April décide de le dire à Jackson mais quand elle arrive, il vient d'être mis au courant par Arizona.
Dans l'épisode suivant (12x15) ils se disputent et April ne veut plus parler à Arizona. À la fin de l'épisode, Jackson sonne chez April, ils se disputent de nouveau parce qu'elle ne voulait pas lui dire tant qu'elle n'était pas sûre que le bébé n'était pas en danger. April lui dit que tant que le bébé n'est pas sorti, c'est elle qui décide.
La mère de Jackson arrive à l’hôpital, ce dernier lui interdit de parler à April mais elle le fait quand même. À la fin de l'épisode, Jackson remercie sa mère d'avoir parlé à April mais en réalité, si la mère de Jackson a parlé à April, c'est pour l'attaquer en justice pour avoir caché des informations au moment de signer les papiers du divorce.
April entend une discussion entre Catherine et Jackson où elle l'incite à poursuivre April en justice pour obtenir la garde complète du bébé une fois qu'il sera né et elle pense donc que Jackson est contre elle. À la fin de l'épisode, nous apprenons qu'April a demandé un ordre d'éloignement contre Jackson. April rentre chez elle et voit un berceau avec une note de la part de Jackson qui dit "Je ne veux pas me battre, on fera tout ce que tu veux". April comprend donc qu'elle a fait une grosse erreur et pendant ce temps Jackson se fait remettre l'ordre d'éloignement.
April va voir Jackson et lui dit qu'elle pensait qu'il voulait prendre son bébé mais Jackson est vraiment très en colère contre elle.
Jackson va voir un avocat pour essayer d'avoir la garde complète du bébé alors que pendant ce temps April veut retirer l'ordre d'éloignement. Plus tard, dans l'hôpital, Jackson et April se disputent à cause d'un patient que Jackson voulait mais qu'April a eu en premier. April va voir Jackson car il lui a volé son patient et ils se disputent encore une fois mais le Dr Webber leur dit d'arrêter. Le lendemain matin, Arizona ouvre sa porte et voit April devant, mal en point. April entre et dit à Arizona qu'elle pense que quelque chose ne va pas avec son bébé et qu'elle n'arrive plus à respirer. Arizona va donc faire une échographie à April pour voir comment va le bébé et le bébé est en pleine forme et donnait juste des coups de pied à April mais elle ne savait pas quelle était cette sensation car Samuel n'avait jamais fait ça. À la fin de l'épisode, Jackson va voir April et lui dit des choses très touchantes (“You were my best friend April, my favorite person.”) et April va lui faire sentir les coups de pied du bébé.
Lors du mariage d'Amélia et Owen, April est témoin mais elle oublie les alliances chez Meredith. Elle demande alors à Ben de l'emmener. Elle commence à avoir des contractions et en raison des conditions météorologiques, elle sera obligée d'accoucher sur place. Ben remarque alors que le bébé sort par le siège et il décide donc de pratiquer une césarienne sans anesthésie. Arrivés à l'hôpital, le bébé est né et April et Jackson sont les parents d'une petite fille prénommée Harriet.

### Saison 13
Dans le deuxième épisode, tout va bien pour Harriet qui peut rentrer à la maison, mais sans April. On voit alors une maman April qui chante à Harriet via un appel vidéo pour qu'elle dorme. Le Dr Webber conseille à Jackson de bien s'occuper d'April, en lui disant qu'elle est sa famille. Il lui demande donc de venir habiter avec lui le temps qu'elle reprenne des forces, elle accepte.
April, impatiente de retourner travailler, rend visite à l'hôpital et emmène Harriet avec elle.
April et Jackson se sont à moitié endormis au travail à cause de leur fille qui ne dort pas la nuit. April a peur d'en faire trop et de déranger Jackson chez lui. Arizona, en tant que son médecin, lui suggère de déménager. Elle le dit à Jackson, mais ce dernier apparemment toujours amoureux d'elle lui dit qu'il ne veut pas qu'elle s'en aille. Elle lui répond qu'elle aussi ne veut pas.
Dans l'épisode 7, April s’est inscrite sur un site de rencontres, ce qui fait ressortir le côté 'jaloux' de son ex-mari.
A la fin de l'épisode 12, Bailey propose à April de remplacer Meredith dans le poste de Chef de chirurgie générale pendant sa suspension.
Tous ses amis et même Jackson lui en veulent d'avoir accepté le poste de Meredith et selon eux d'avoir trahi Richard. A la fin de l'épisode, Catherine Avery, qui est à l'hôpital pour une opération, emmène April dîner au restaurant et lui explique que Jackson ne peut pas comprendre ça parce que lui n'a jamais eu à travailler pour avoir de l'argent car il est né avec.

### Saison 17
April Kepner reçoit la visite de Jackson durant une nuit de tempête où Harriett (leur fille) est tombée malade. Jackson profitera de sa venue pour annoncer à April qu'il souhaite reprendre la fondation, ce dernier lui demandera en fin d'épisode de déménager avec lui et leur fille à Boston.